# Balzenwil
Balzenwil (toponimo tedesco) è una frazione del comune svizzero di Murgenthal, nel Canton Argovia (distretto di Zofingen).

## Storia

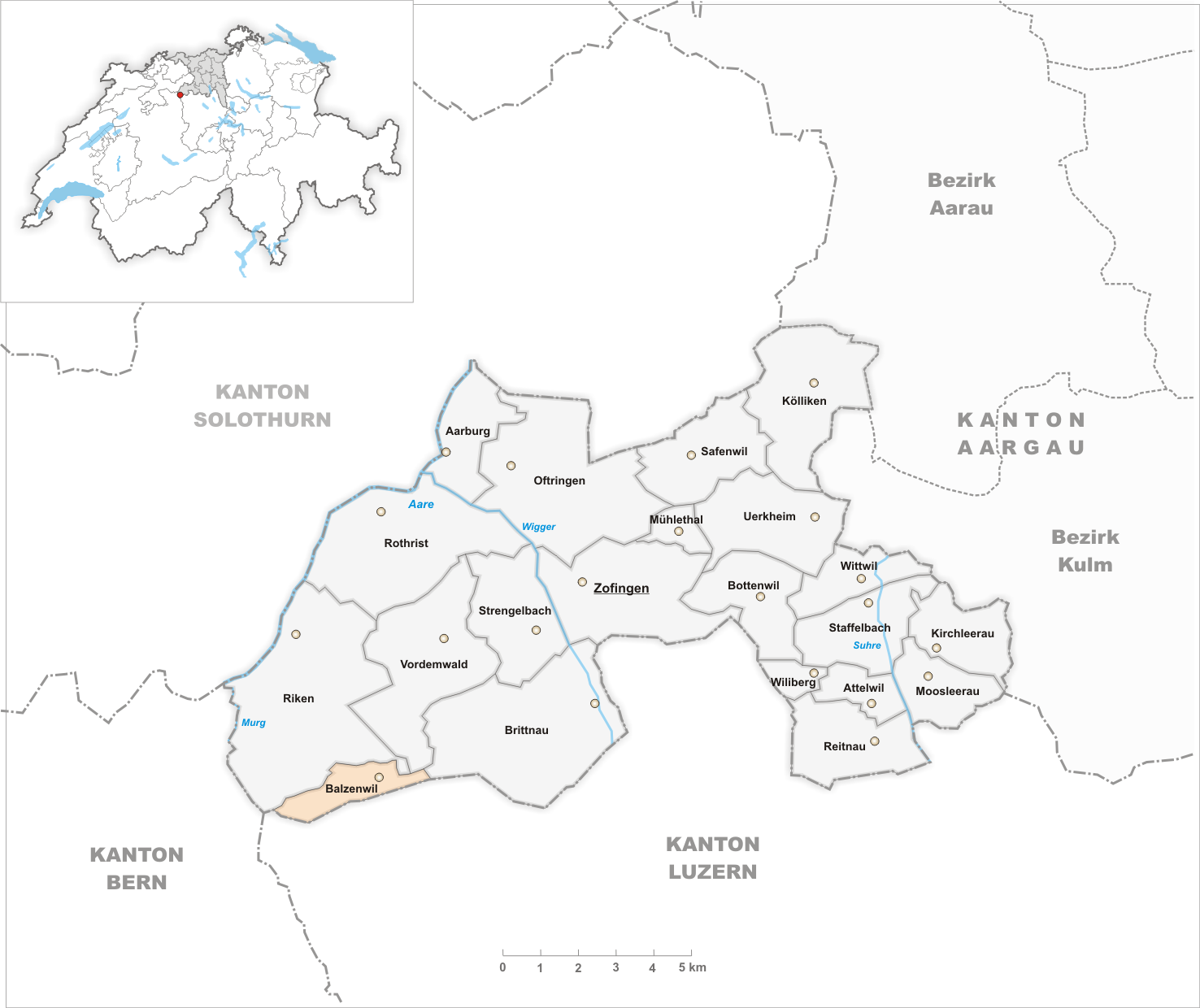
Il territorio del comune di Balzenwil prima degli accorpamenti comunali del 1901

Già comune autonomo, nel 1901 è stato accorpato all'altro comune soppresso di Riken per formare il nuovo comune di Murgenthal.

## Società

### Evoluzione demografica
L'evoluzione demografica è riportata nella seguente tabella:
Abitanti censiti

## Amministrazione
Ogni famiglia originaria del luogo fa parte del cosiddetto comune patriziale e ha la responsabilità della manutenzione di ogni bene ricadente all'interno dei confini del comune.